# Zygostates multiflora
Zygostates multiflora är en orkidéart som först beskrevs av Robert Allen Rolfe, och fick sitt nu gällande namn av Rudolf Schlechter. Zygostates multiflora ingår i släktet Zygostates och familjen orkidéer. Inga underarter finns listade i Catalogue of Life.